# Sudermania (provincia histórica)
Sudermania (en sueco: Södermanland), es una provincia histórica (landskap) en la costa sureste de Suecia. Está situada en la región de Svealand y limita con las provincias históricas de Ostrogotia, Nericia, Vestmania y Uplandia, también está bordeada por el lago Mälaren y el mar Báltico.
En lengua sueca, Södermanland significa «(la) tierra de los hombres del sur», donde los «hombres del sur» (södermännen) eran las personas que vivían al sur de Uplandia. En sueco, el nombre de la provincia se acorta con frecuencia a Sörmland.
El príncipe Alejandro de Suecia es duque de Sudermania.

## Administración
Las provincias históricas de Suecia no tienen fines administrativos o políticos, pero son entidades históricas y culturales. Hay una correspondiente provincia administrativa de Sudermania. Sin embargo, la mayor parte de la población se encuentra dentro de la provincia de Estocolmo.

## Geografía

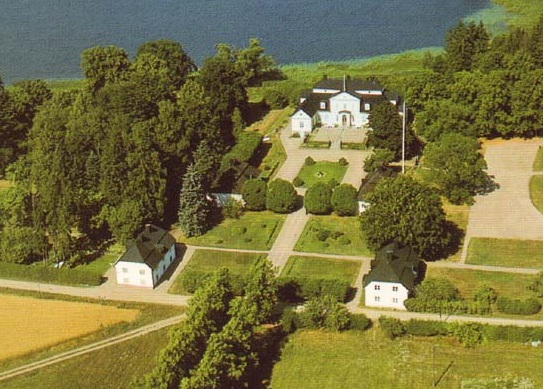
El paisaje cultural de Södermanland se caracteriza por sus numerosas casas señoriales.

Sudermania está situada entre el lago Mälaren al norte y el mar Báltico al sur y al este. En el sur, la frontera con Ostrogotia está compuesta por el bosque de Kolmården.
El terreno es plano, con su altitud más elevada estando Skogsbyås a una altitud de 124 m. Los lagos más grandes de Sudermania son el lago Mälaren y el Hjälmaren, pero estos lagos no se encuentran exclusivamente en Södermanland. El lago más grande que se encuentra completamente en la provincia es el Båven. Otros grandes lagos incluyen Yngaren, Långhalsen, Tisnaren (en la frontera con Östergötland), Öljaren y Viren. Los ríos más grandes son el río Eskilstuna y el río Nyköping.
La parte más oriental de Sudermania es una gran península llamada Södertörn. También tiene un extenso archipiélago, que consta en parte del sur del archipiélago de Estocolmo (al este de Södertörn). Tanto la ciudad de Estocolmo como la provincia de Estocolmo están divididos en el medio entre Sudermania (parte sur) y Uplandia (parte norte).

## Ciudades
Las principales ciudades de Sudermania, con la fecha en la que adquirieron el estatus de ciudad, son:
- Eskilstuna (1659)
- Flen (1949)
- Katrineholm (1917)
- Mariefred (1605)
- Nacka (1949)
- Nyköping (1187)
- Nynäshamn (1946)
- Oxelösund (1950)
- Estocolmo (1250)
- Strängnäs (1336)
- Södertälje (aproximadamente 1000)
- Torshälla (1317)
- Trosa (aproximadamente 1300)